# Renault Type U (b)

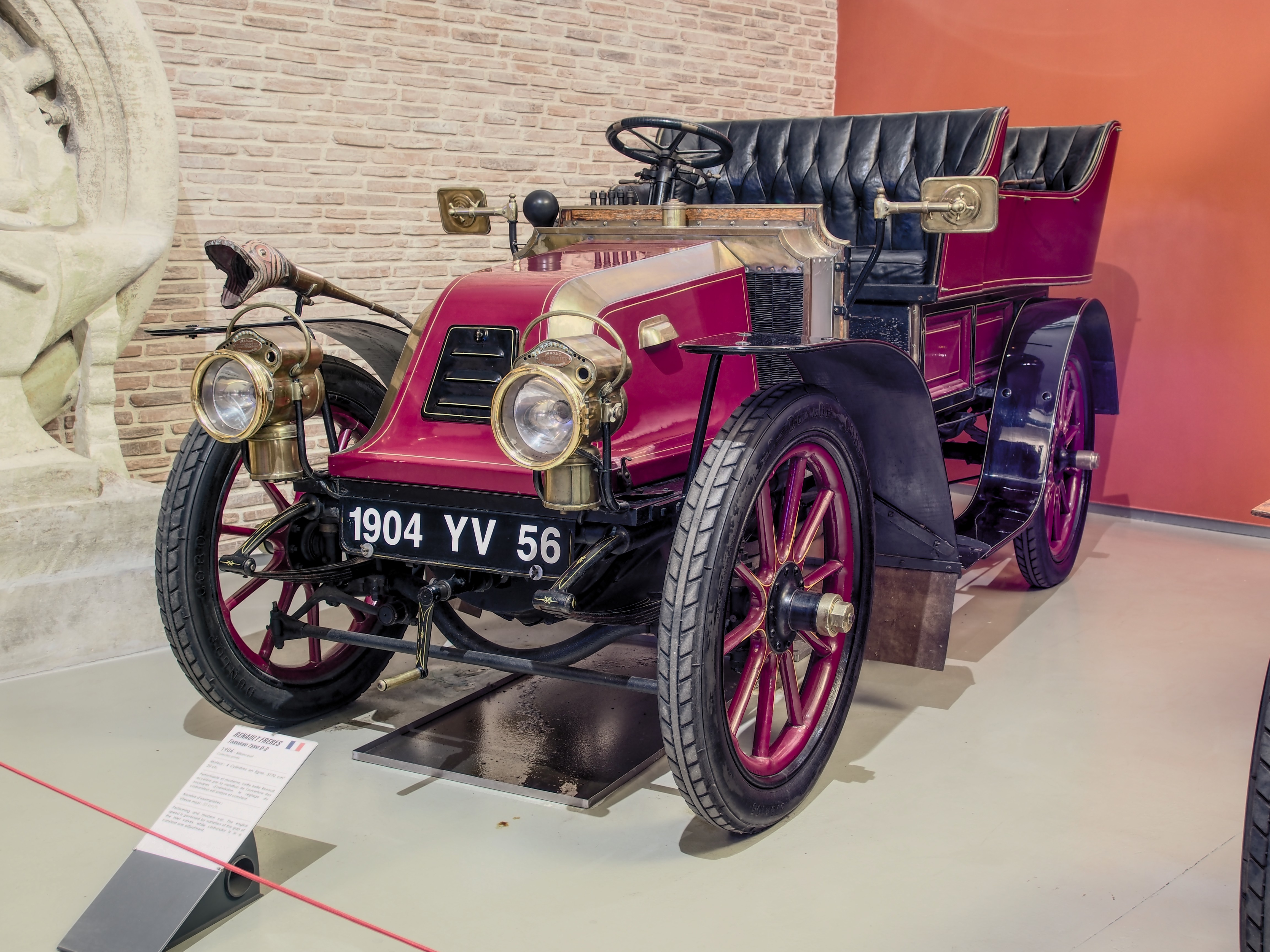
Renault Type U (d)

Der Renault Type U (b) war ein frühes Personenkraftwagenmodell von Renault. Nahezu baugleich war der Renault Type U (c). Später ergänzte der Renault Type U (d) das Sortiment. Sie  wurden auch 14 CV genannt.

## Beschreibung
Die Präsentation des Modells als Nachfolger des Renault Type S fand im Dezember 1903 auf dem Pariser Automobilsalon statt. Die nationale Zulassungsbehörde erteilte am 9. Februar 1904 die Zulassung. Die Vermarktung begann im Frühling 1904. Es war das erste Modell von Renault, bei dem sich der Wasserkühler hinter dem Motor befand. Die Bauart wurde typisch für alle folgenden Renault-Modelle für über 20 Jahre. Der Renault Type X löste das Modell ab.
Ein Vierzylindermotor mit 90 mm Bohrung und 100 mm Hub leistete aus 3054 cm³ Hubraum 14 PS. Eine Quelle gibt davon abweichend 90 bis 100 mm Bohrung, 100 bis 120 mm Hub, 2545 bis 3770 cm³ Hubraum und 10 bis 20 PS an. Die Motorleistung wurde über eine Kardanwelle an die Hinterachse geleitet. Die Höchstgeschwindigkeit war je nach Übersetzung mit 52 km/h bis 85 km/h angegeben.

### Renault Type U (b)
Bei einem Radstand von 260 cm war das Fahrzeug 360 cm lang und 160 cm breit. Das Fahrgestell wog 750 kg, das Komplettfahrzeug 900 bis 1200 kg. Zur Wahl standen Doppelphaeton und Tonneau. Im Dezember 1903 betrug der Preis 13.000 Franc.
Das Auktionshaus Bonhams versteigerte am 4. November 2016 ein Fahrzeug von 1904 für 325.537 Euro.

### Renault Type U (c)
Einziger Unterschied diese Ausführung war eine Querfeder an der Hinterachse. Das Fahrgestell war dadurch im Heckbereich 5 cm höher.

### Renault Type U (d)
Die nationale Zulassungsbehörde erteilte am 13. September 1904 die Zulassung. Das Fahrgestell war länger als bei den beiden anderen Modellen. Einzige bekannte Karosserieversion war ein Landaulet von Kellner Frères.